# Daniel Cady

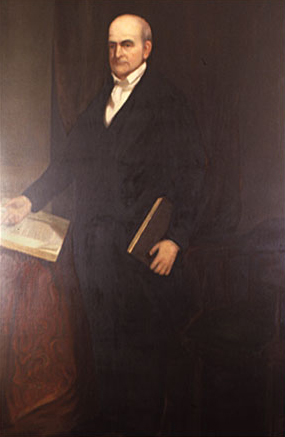
Daniel Cady

Daniel Cady (* 29. April 1773 in Canaan, Provinz New York; † 31. Oktober 1859 in Johnstown, New York) war ein US-amerikanischer Jurist und Politiker. Zwischen 1815 und 1817 vertrat er den Bundesstaat New York im US-Repräsentantenhaus. Der Kongressabgeordnete John W. Cady war sein Neffe.

## Werdegang
Daniel Cady wurde ungefähr zwei Jahre vor dem Ausbruch des Unabhängigkeitskrieges im Columbia County geboren und wuchs dort auf. Er wurde Schuhmacher, dann studierte er Jura in Albany. Seine Zulassung als Anwalt erhielt er 1795 und begann anschließend in Florida (New York) zu praktizieren. Er zog nach Johnstown im Montgomery County, wo er weiter als Anwalt tätig war. Zwischen 1808 und 1813 saß er in der New York State Assembly. Er war 1808 Village trustee und in den Jahren 1809 und 1810 Supervisor. 1813 wurde er Bezirksstaatsanwalt im fünften Distrikt von New York. Er gehörte der Föderalistischen Partei an.
Bei den Kongresswahlen des Jahres 1814 für den 14. Kongress wurde Cady im 14. Wahlbezirk von New York in das US-Repräsentantenhaus in Washington, D.C. gewählt, wo er am 4. März 1815 die Nachfolge von Jacob Markell antrat. Da er auf eine Kandidatur im Jahr 1816 verzichtete, schied er nach dem 3. März 1817 aus dem Kongress aus.
Nach seiner Kongresszeit war er wieder als Anwalt tätig. Er war Richter am New York Supreme Court im vierten Distrikt, wo er vom 7. Juni 1847 bis zu seinem Rücktritt am 1. Januar 1855 tätig war. 1853 war er Richter am Court of Appeals. Bei der Präsidentschaftswahl des Jahres 1856 trat er als Wahlmann (presidential elector) für John C. Frémont und William L. Dayton an, die beide der Republikanischen Partei angehörten. Er war Präsident des Wahlausschusses (electoral college) von New York. Er war Sklavenhalter. Am 31. Oktober 1859 verstarb er in Johnstown und wurde dann auf dem gleichnamigen Friedhof beigesetzt.
Seine Tochter war die Abolitionistin und Frauenrechtlerin Elizabeth Cady Stanton.